# ウクライナ侵攻におけるロシアの義勇大隊
ウクライナ侵攻におけるロシアの義勇大隊（ウクライナしんこうにおけるロシアのぎゆうだいたい、ロシア語: Добровольческие батальоны России во вторжении на Украину）とは、ウクライナ侵攻に参加するため、2022年春からロシアで地域ベースで創設された志願地域大隊。
「BARS」（国軍戦闘予備隊）分遣隊に代わって志願部隊となった。

## 解説
専門家によれば、志願大隊の編成の最終的な目的は秘密裏に動員することだと考えており、志願兵には関連する軍事経験は必ずしも必要ではなく、ロシアは貧しく、孤立した地域を中心に採用活動を行っている。
「志願兵」は予備役の地位を与えられ、ロシア国防省と数カ月間の短期契約を結んだ。その提供に対する責任は国防省と地方当局の間で共有される。モスクワ大隊は、採用担当者と候補者の間で市の予算から資金提供を受けており、非公式には「ソビャニン連隊」と呼ばれている。 チェチェンの都市グデルメスでは、アフマト連隊の志願兵がロシア特殊部隊大学で訓練を受けている。
ノーヴァヤ・ガゼータ・ヨーロッパは、合計で既に前線に出たか、33の地域で編成中の52の大隊を数えた。既知の地域大隊の数から推測すると、合計で9500人から20000人の軍人が採用できることになる。
2022年8月、紛争情報チームプロジェクトの創設者ルスラン・レヴィエフは、これら大隊の殆どはまだ戦闘作戦に参加しておらず、訓練とその後の部隊編成のために新しい第3軍団に入隊していると示唆した。
メディアの推計によると、2022年8月にはロシア連邦のイスラム教徒地域（ダゲスタン、バシコルトスタン、チェチェン、タタールスタンなど）がロシア・ウクライナ戦争における死亡者数の上位を占めた。この状況の矛盾は、プロパガンダが常に「ロシア人と正統派キリスト教徒の保護」を訴えていたことだ。 過去の人物のイメージは国家レベルと宗教レベルの両方で「特別作戦」への動員の説得のために用いられている。たとえば、バシコルトスタンでは、地元動員の中心的な象徴は、1943年にドンバスで亡くなったソ連の将軍で旧ウファ県出身のミニガリ・シャイムラトフだった。しかし、プロパガンダは、自らの目的（ロシアのイスラム教徒を戦争に動員する）のために、ロシア帝国と戦ったサラヴァト・ユラーエフやイマーム・シャミールのような（ロシアにとって）問題のある人物のイメージも利用している。

## リスト
- アムール州: 電動ライフル大隊「アムルスキー」
- バシコルトスタン共和国: мотострелковые батальоны имени Минигали Шаймуратова, Александра Доставалова, «Ватан», «Северные амуры», 31-й мотострелковый полк «Башкортостан»
- ブリヤート共和国: 「バイカル」大隊[8]
- タゲスタン共和国: 「カスピアン」大隊[9]
- エカテリンブルク: 「ウラン」大隊
- ザハイカリエ地方: 「ダウルスキー」大隊
- イルクーツク州: 「アンガラ」大隊
- ケメロヴォ州: 「クズバス」大隊
- キーロフ州: 「ヴィヤトカ」大隊
- クラスノダール地方: コサック大隊「テレク」、「クバン」、「エニセイ」、「エルマック」、「タブリダ」、旅団「ドン」
- レニングラード州: 砲兵大隊「ネフスキー」артиллерийские дивизионы «Невский», «Ладожский» и «Ленинградский»
- リペツク州: гаубичный артиллерийский дивизион имени Ивана Флёрова[10]
- マリ・エル共和国: 「エデン」大隊、「ポーランド」大隊、「アクパトル」大隊
- モスクワ: 「ソビャーニン連隊」
- 「モスクワ」 (第76親衛空挺師団の一部として、この大隊は双頭の鷲協会の義勇兵で構成されている)
- ムルマンスクとアルハンゲリスク地域 : 「アルハンゲリスク」
- ニジニ・ノヴゴロド: 「アムール」戦車大隊（クジマ・ミーニンにちなんで命名された）
- ノヴォシビルスク州: 「ベガ」大隊[11][12]
- オレンブルク州: 「ヤイク」自動車化狙撃大隊
- オムスク: ремонтная рота «Иртыш», рота материального обеспечения «Авангард» и медицинское подразделение «Омь»
- ペルミ地方: 「パルマ」自動車化狙撃中隊と「モロット」戦車大隊
- 沿海地方:タイガー大隊
- サマラ州: 「サマルスキー」大隊、ロシア国家親衛隊「オプロート」大隊
- サンクトペテルブルク: 「クロンシュタット」、「ネヴァ」、「パブロフスク」義勇大隊[13]、「オーロラ」戦車大隊[14]
- 北オセチア共和国と南オセチア: 「アラニア」大隊[15].
- タタールスタン共和国: 「アルガ」大隊[16][17]と「タイマー」大隊（タタール語からの翻訳で「アルガ」は「前方」を意味し、「タイマー」は「鉄」を意味する)[18][19][20].
- トヴェリ州: 「ヴォルガ」戦車大隊[21]
- トムスク州: 「トーヤン」大隊
- チュメニ州: 「エルマック」大隊、「シベリア」大隊、「タイガ」大隊、「トボク」大隊
- チュメニ: 「トボル」工兵大隊、「タイガ」狙撃中隊、「シビル」砲撃大隊
- ウリヤノフスク州: 「スヴィヤガ」大隊と「シンビルスク」大隊
- ハバロフスク地方: батальон связи «Генерал Корф»
- ХМАО: 「ウグラ」大隊
- チェリャビンスク州: 「ユジノウラレツ」と「南ウラル」大隊
- チュヴァシ共和国: ロシア連邦第1251自動車化狙撃連隊の一部としての「アタル」通信大隊[22][23][24][25]。
- サハ共和国: 「ブートゥール」大隊